# Athīna Christoforakī
Athīna Christoforakī (in greco Αθηνά Χριστοφοράκη?; Daytona Beach, 6 novembre 1980) è un'ex cestista statunitense naturalizzata greca.

## Carriera
Con la Grecia ha disputato i Giochi olimpici di Atene 2004.